# Anju Nakamura
Anju Nakamura (jap. 中村 安寿, Nakamura Anju; * 23. Januar 2000  in Sapporo, Hokkaidō)  ist eine japanische Nordische Kombiniererin.

## Werdegang
Die ersten Jahre im Continental Cup
Nakamura gab im Januar 2019 im estnischen Otepää ihr Debüt im Continental Cup, was zugleich ihr erster internationaler Auftritt war. Mit den Plätzen 10 und 7 lief sie dabei direkt in die vorderen Ränge. Wenige Wochen später ging sie beim historisch ersten Wettbewerb für Frauen bei den Nordischen Junioren-Skiweltmeisterschaften 2019 in Lahti an den Start. Dabei gewann sie hinter Ayane Miyazaki und Gyda Westvold Hansen die Bronzemedaille. Darüber hinaus holte sie Ende Februar ihre erste nationale Medaille bei den japanischen Meisterschaften in Hakuba. Im Winter 2019/20 startete Nakamura erst Ende Februar 2020 in Eisenerz in den Winter. Gegen ein stark besetztes Teilnehmendenfeld setzte sie sich im Massenstart gegen Tara Geraghty-Moats und Lisa Hirner durch und feierte so ihren ersten Continental-Cup-Sieg. Zudem war sie Teil des japanischen Mixed-Teams, das den erstmals ausgetragenen Mixed-Team-Wettbewerb im Continental Cup auf dem dritten Rang beendete. Tags darauf lief sie mit der besten Laufzeit auch im Einzel nach der Gundersen-Methode auf den dritten Platz. Bei den Nordischen Junioren-Skiweltmeisterschaften 2020 anderthalb Wochen später in Oberwiesenthal belegte sie den neunten Rang, ehe sie gemeinsam mit Daimatsu Takehana, Ayane Miyazaki und Kodai Kimura die Bronzemedaille beim Mixed-Team-Wettbewerb gewann.
Die erste Weltcup-Saison 2020/21
In der dritten Dezemberwoche 2020 stand der historisch erste Weltcup-Wettbewerb in Ramsau am Dachstein auf dem Programm. Am Tag vor dem Wettkampf wurden Mitglieder des japanischen Trainerstabs positiv auf das Virus SARS-CoV-2 getestet, weshalb die japanischen Athletinnen vom Training sowie dem provisorischen Wettkampfsprung ausgeschlossen wurden. Nachdem die folgenden Tests bei den Sportlerinnen negativ ausfielen, durften sie schließlich doch am Wettbewerb nach der Gundersen-Methode teilnehmen. So debütierte Nakamura am 18. Dezember 2020 im Weltcup und brachte sich bereits als Dritte nach dem Sprunglauf in eine gute Ausgangsposition. Mit der zweitbesten Laufzeit konnte sie letztlich ihre Position verteidigen und hinter Tara Geraghty-Moats und Gyda Westvold Hansen ihr erstes Weltcup-Podest erreichen. Aufgrund von Absagen der weiteren Weltcup-Wettbewerbe blieb es bei diesem Wettkampf, womit Nakamura auch den zweiten Rang in der Weltcupgesamtwertung einnahm. Nach langer Wettkampfpause, die das japanische Team aufgrund der Pandemie in Europa verbrachte, belegte Nakamura als beste Läuferin des Feldes bei den ersten beiden Continental-Cup-Wettbewerben der Saison Mitte Januar 2021 in Eisenerz den zweiten Rang. Am dritten Wettkampftag folgte eine Disqualifikation. Bei den Nordischen Skiweltmeisterschaften 2021 in Oberstdorf ging sie nach dem Sprunglauf mit 50 Sekunden Rückstand auf die Führende auf die Loipe. Zwar lief Nakamura die zweitschnellste Laufzeit, doch war ihr Rückstand auf die Medaillenränge letztlich zu groß, sodass sie den historisch ersten WM-Wettkampf der Frauen auf dem vierten Rang abschloss. Im Anschluss an die Weltmeisterschaften nahm Nakamura an keinen weiteren internationalen Wettkämpfen teil, weshalb sie in der Continental-Cup-Gesamtwertung noch einige Ränge verlor und schließlich Achte wurde.
Erster Weltcupsieg in der Saison 2021/22
Nachdem Nakamura im Sommer an keinen internationalen Wettbewerben angetreten ist, nahm sie erstmals wieder am Auftaktwochenende der Weltcup-Saison 2021/22 in Lillehammer am Wettkampfgeschehen teil. Nakamura startete mit einem elften Rang in die Saison und konnte auch an den folgenden Wettkampftagen nicht an ihre Form aus dem Vorjahr anknüpfen. Erst am zweiten Januar-Wochenende im Val di Fiemme konnte sie nach der besten Laufleistung im Massenstart den zweiten Rang belegen. Am 12. März lief sie in Schonach zu ihrem ersten Weltcupsieg, nachdem die Gesamtweltcupführende Gyda Westvold Hansen das Rennen nicht beenden konnte. Nakamura beendete die Saison auf dem vierten Rang im Gesamtweltcup sowie als Gewinnerin der Trophäe für die beste Läuferin. 
Bei den Nordischen Skiweltmeisterschaften 2023 in Planica belegte Nakamura als drittbeste Japanerin den siebten Platz und wurde daher nicht für den erstmals ausgetragenen Mixed-Team-Wettbewerb nominiert. Nachdem sie in der Weltcup-Saison 2022/23 meist außerhalb der Top 10 ins Ziel gekommen war, erreichte sie zum Saisonabschluss in Oslo als Dritte das Podest. In der Gesamtweltcupwertung wurde sie Neunte.

## Privates
Anju ist die jüngere Schwester des Skispringers Naoki Nakamura. In ihrer Schullaufbahn besuchte sie die Sapporo Ōkurayama Grundschule, die Sapporo Miyanomori Junior High School und anschließend die Sapporo High School an der Tōkai-Universität. 2018 wurde sie Studentin der Tōkai-Universität.

## Erfolge

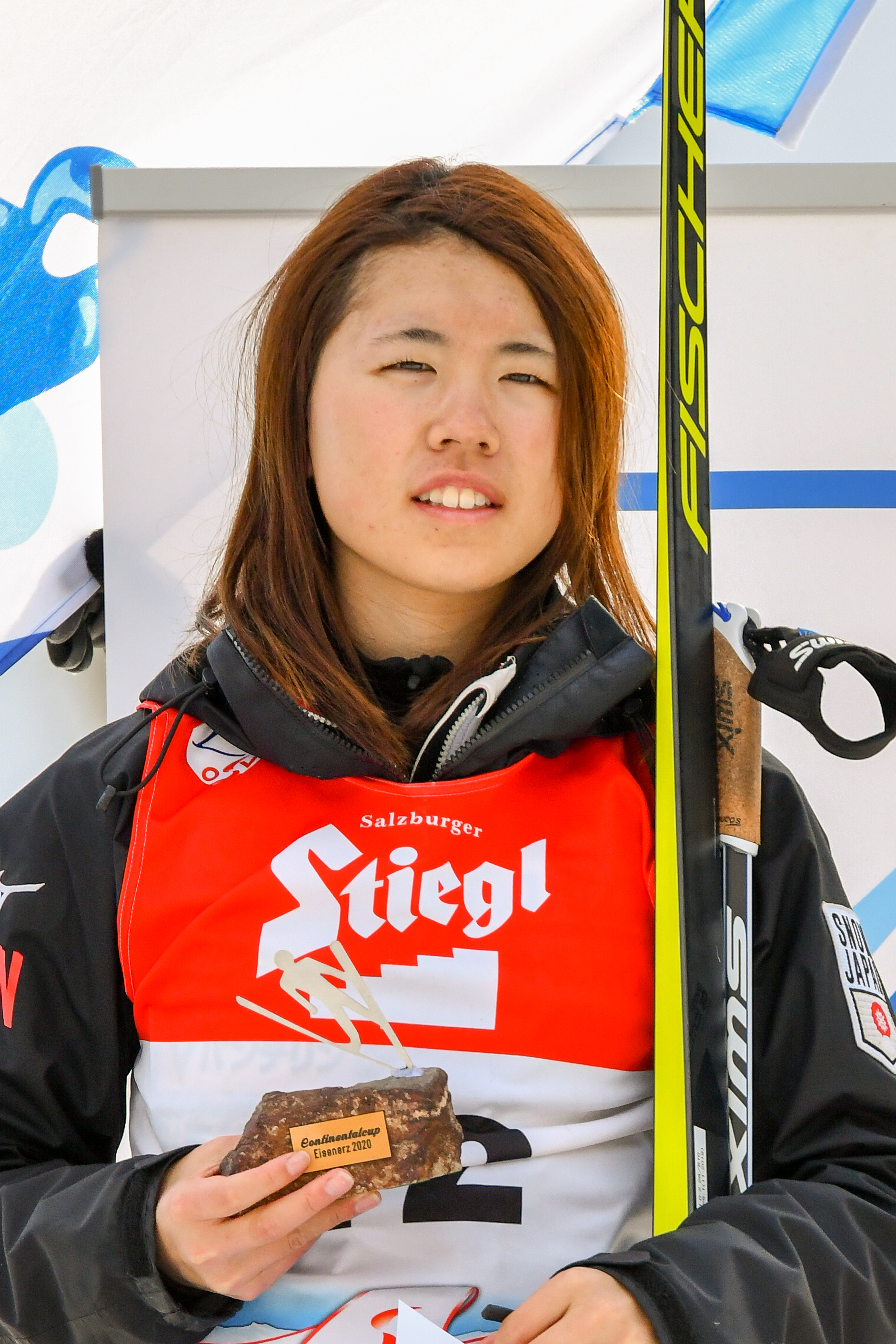
Nakamura 2020 in Eisenerz

### Weltcup-Siege im Einzel
| Nr. | Datum         | Ort      | Disziplin               |
| --- | ------------- | -------- | ----------------------- |
| 1.  | 12. März 2022 | Schonach | Gundersen Normalschanze |

### Continental-Cup-Siege im Einzel
| Nr. | Datum            | Ort      | Disziplin                 |
| --- | ---------------- | -------- | ------------------------- |
| 1.  | 22. Februar 2020 | Eisenerz | Massenstart Normalschanze |

## Statistik

### Platzierungen bei Weltmeisterschaften
| Jahr und Ort    | Wettbewerb | Wettbewerb |
| Jahr und Ort    | Gundersen  | Mixed-Team |
| --------------- | ---------- | ---------- |
| 2021 Oberstdorf | 04.        | —          |
| 2023 Planica    | 07.        | —          |

### Weltcup-Platzierungen
| Saison  | Platz | Punkte |
| ------- | ----- | ------ |
| 2020/21 | 03.   | 060    |
| 2021/22 | 04.   | 364    |
| 2022/23 | 09.   | 269    |
| 2023/24 | 12.   | 562    |

### Continental-Cup-Platzierungen
| Saison  | Platz | Punkte |
| ------- | ----- | ------ |
| 2018/19 | 27.   | 062    |
| 2019/20 | 13.   | 160    |
| 2020/21 | 08.   | 160    |